# Dirk Cordeel
Dirk Cordeel (...) è un imprenditore e dirigente d'azienda belga, presidente della Federazione Europea dei Costruttori dal 2008 al 2010.

## Biografia[1]
Ingegnere, nell'impresa di famiglia nel 1979, Cordeel Group, un'azienda familiare indipendente con 1.600 dipendenti e un fatturato annuo di 800 milioni di euro fondata nel 1934. Nel 2008 è è stato eletto presidente della FIEC (Federazione Europea dell'Industria delle Costruzioni) per il triennio 2008-2010, succedendo a Daniel Tardy al termine del suo mandato legale. Ingegnere civile di formazione, Schleicher è amministratore delegato della sua azienda di medie dimensioni a conduzione familiare, Michael Gärtner, che ha sede nella regione tedesca del Baden-Württemberg. La sua azienda è specializzata nella costruzione di strade e infrastrutture, nonché soluzioni chiavi in mano per edifici e restauro di edifici storici. Schleicher, per lungo tempo, ha rappresentato gli interessi del settore edile in posizioni chiave, sia a livello nazionale che europeo, come membro del consiglio della Federazione tedesca dell'industria delle costruzioni (HDB) e dal 2010 come vicepresidente della FIEC e presidente della Commissione Sociale.